# 몬테스페르톨리
몬테스페르톨리(이탈리아어: Montespertoli)는 이탈리아 토스카나주 피렌체현에 있는 코무네다. 피렌체로부터 남서쪽 20km 거리에 있다.
이 지역의 인류 흔적은 로마와 에트루리아 시대까지 거슬러올라가지만, 오늘날의 도시는 11세기에 알려졌다. 1393년 몬테스페르톨리 자치구는 마키아벨리 가문이 획득했다.